# Linia kolejowa nr 638
Linia kolejowa nr 638 – planowana łącznica między liniami kolejowymi: nr 106 Rzeszów – Jasło oraz nr 108 Stróże – Krościenko.
Łącznica wyeliminuje dotychczasową konieczność postoju na stacji Jasło, gdzie zbiegały się linie 106 i 108. Był on niezbędny ze względu na zmianę kierunku jazdy. Skróci czas podróży pociągiem z Rzeszowa w kierunku Krosna i Bieszczadów. W październiku 2023 roku został ogłoszony przetarg na łącznicę tej linii, a w dniu  19 listopada 2024 podpisano umowę na jej budowę. Jej ukończenie planuje się na połowę roku 2028